# Маргарета Брабантска
Вижте пояснителната страница за други личности с името Маргарета Брабантска.
Маргарета Брабантска (на френски: Marguerite de Brabant; на нидерландски: Margaretha van Brabant * 9 февруари 1323, † 1380) е чрез женитба графиня на Фландрия (1347 – 1368).

## Произход
Тя е втората дъщеря на херцог Йохан III от Брабант от род Регинариди, и Мари от Éвро (* 1303 † 1335), внучка на френския крал Филип III и Мария Брабантска.

## Фамилия
Маргарета се омъжва през 1347 г. за Лудвиг II (1330 – 1384) от род Дом Дампиер, граф на Фландрия. Двамата имат само една дъщеря-наследничка:
- Маргарета III (1350 – 1405), омъжена на 14 май 1357 г. на седем години за херцог Филип I от Бургундия; и 1369 г. за Филип II Смели (1342 – 1404), херцог на Бургундия, четвъртият син на френския крал Жан II Добрия от династията Валоа.